# Влад, Андрей
Андрей Даниэл Влад (рум. Andrei Daniel Vlad; род. 15 апреля 1999, Тырговиште) — румынский футболист, вратарь казахстанского клуба «Актобе».

## Клубная карьера
Воспитанник юношеской команды клуба «Тырговиште». В 2015 году присоединился к молодёжной команде «Университатя (Крайова)».
7 мая 2017 года в матче с «Вииторулом» дебютировал в Лиге I.
Летом 2017 года голкипер отказался продлевать контракт с клубом из Крайовы, и его не взяли на предсезонные сборы в Австрии. 9 июля 2017 года «Стяуа» объявила о переходе Влада. Игрок подписал шестилетний контракт.
9 сентября того же года голкипер провёл первую игру в новом клубе. 23 ноября дебютировал в еврокубках в игре с «Викторией» из Пльзени. В 1/16 финала лиги Европы в домашнем матче с итальянским «Лацио» Андрей не пропустил ни одного гола, а его команда победила 1:0. Однако в ответной игре «Стяуа» был разгромлен 5:1 и покинул турнир.

## Карьера за сборную
В составе юношеской сборной Румынии Влад принимал участие в играх отборочного раунда к Чемпионату Европы 2016. Также играл за сборную Румынии (до 19 лет) в отборах к чемпионату Европы 2017 и 2018.

## Достижения
«Стяуа»
- Чемпион Румынии: 2023/24
- Серебряный призёр чемпионата Румынии (5): 2017/18, 2018/19, 2020/21, 2021/22, 2022/23
- Обладатель кубка Румынии: 2019/20
- Обладатель Суперкубка Румынии: 2024

## Статистика выступлений

### Клубная карьера
| Клуб                   | Сезон            | Лига | Лига | Кубки | Кубки | Еврокубки | Еврокубки | Итого | Итого |
| Клуб                   | Сезон            | Игры | Голы | Игры  | Голы  | Игры      | Голы      | Игры  | Голы  |
| ---------------------- | ---------------- | ---- | ---- | ----- | ----- | --------- | --------- | ----- | ----- |
| Университатя (Крайова) | 2015/16          | 0    | 0    | —     | —     | —         | —         | 0     | 0     |
| Университатя (Крайова) | 2016/17          | 1    | -1   | 0     | 0     | —         | —         | 1     | -1    |
| Университатя (Крайова) | Итого            | 1    | -1   | 0     | 0     | —         | —         | 1     | -1    |
| Стяуа                  | 2017/18          | 5    | -5   | 2     | -1    | 4         | -9        | 11    | -15   |
| Стяуа                  | 2018/19          | 3    | -3   | 2     | -2    | 1         | -1        | 6     | -6    |
| Стяуа                  | 2019/20          | 16   | -27  | 4     | -1    | 6         | -4        | 26    | -32   |
| Стяуа                  | 2020/21          | 34   | -25  | 2     | -1    | 1         | 0         | 37    | -26   |
| Стяуа                  | 2021/22          | 27   | -27  | 0     | 0     | 2         | -2        | 29    | -29   |
| Стяуа                  | 2022/23          | 3    | -1   | 2     | -2    | 0         | 0         | 5     | -3    |
| Стяуа                  | 2023/24          | 1    | -2   | 3     | -3    | 0         | 0         | 4     | -5    |
| Стяуа                  | 2024/25          | 1    | -2   | 1     | 0     | 1         | 0         | 3     | -2    |
| Стяуа                  | Итого            | 90   | -92  | 16    | -10   | 15        | -16       | 121   | -118  |
| Актобе                 | 2025             | —    | —    | —     | —     | —         | —         | —     | —     |
| Актобе                 | Итого            | —    | —    | —     | —     | —         | —         | —     | —     |
| Всего за карьеру       | Всего за карьеру | 91   | -93  | 16    | -10   | 15        | -16       | 122   | -119  |

### Выступления за сборную
| Сборная | Год   | Отборочные матчи ЧМ | Отборочные матчи ЧМ | Отборочные матчи ЧЕ | Отборочные матчи ЧЕ | Лига наций УЕФА | Лига наций УЕФА | Товарищеские матчи | Товарищеские матчи | Итого | Итого |
| Сборная | Год   | Игры                | Голы                | Игры                | Голы                | Игры            | Голы            | Игры               | Голы               | Игры  | Голы  |
| ------- | ----- | ------------------- | ------------------- | ------------------- | ------------------- | --------------- | --------------- | ------------------ | ------------------ | ----- | ----- |
| Румыния | 2021  | −                   | −                   | −                   | −                   | −               | −               | 1                  | −2                 | 1     | −2    |
| Итого   | Итого | −                   | −                   | −                   | −                   | −               | −               | 1                  | −2                 | 1     | −2    |